# Lestes dryas
Lestes dryas е вид водно конче от семейство Lestidae. Видът не е застрашен от изчезване.

## Разпространение и местообитание
Разпространен е в Австрия, Азербайджан (Нахичеван), Андора, Армения, Афганистан, Беларус, Белгия, Босна и Херцеговина, България, Великобритания, Германия, Грузия, Гърция (Егейски острови и Крит), Дания, Европейска част на Русия, Естония, Ирландия, Испания, Италия (Сицилия), Казахстан, Канада (Албърта, Британска Колумбия, Квебек, Манитоба, Нова Скотия, Ню Брънзуик, Онтарио, Остров Принц Едуард, Саскачеван, Северозападни територии и Юкон), Киргизстан, Китай (Вътрешна Монголия, Дзилин, Ляонин, Синдзян и Хъйлундзян), Латвия, Литва, Люксембург, Мароко, Монголия, Нидерландия, Норвегия, Оландски острови, Полша, Португалия, Северна Македония, Румъния, САЩ (Айдахо, Айова, Аризона, Арканзас, Вашингтон, Вашингтон, Вирджиния, Върмонт, Джорджия, Западна Вирджиния, Илинойс, Индиана, Калифорния, Кентъки, Колорадо, Кънектикът, Масачузетс, Мейн, Минесота, Мичиган, Монтана, Небраска, Невада, Ню Джърси, Ню Йорк, Ню Хампшър, Орегон, Охайо, Пенсилвания, Род Айлънд, Северна Дакота, Уайоминг, Уисконсин, Южна Дакота и Юта), Северна Корея, Словакия, Словения, Сърбия (Косово), Таджикистан, Турция, Узбекистан, Украйна (Крим), Унгария, Финландия, Франция, Хърватия, Черна гора, Чехия, Швейцария, Швеция и Япония (Хокайдо).
Среща се на надморска височина от 0,1 до 55,3 m.

## Описание
Популацията на вида е стабилна.